# خولین
خولین (انگلیسی: Cholín; ۱۳ دسامبر ۱۹۰۶ – ۱ دسامبر ۱۹۶۷) بازیکن فوتبال اهل اسپانیا بود.
از باشگاه‌هایی که در آن بازی کرده‌است می‌توان به باشگاه فوتبال گرانادا، باشگاه فوتبال دپورتیوو آلاوس، و باشگاه فوتبال رئال سوسیداد اشاره کرد.
وی همچنین در تیم ملی فوتبال اسپانیا بازی کرده‌است.